# Limaformosa capensis
Limaformosa capensis är en ormart som beskrevs av Smith 1847. Limaformosa capensis ingår i släktet Limaformosa och familjen snokar.
Arten förekommer i Afrika från Sydafrika norrut till Kamerun, Centralafrikanska republiken, Etiopien och Eritrea. Honor lägger ägg.

## Underarter
Arten delas in i följande underarter:
- L. c. savorgnani
- L. c. capensis
- L. c. unicolor